# Noël Le Graët
Noël Le Graët, né le 25 décembre 1941 à Bourbriac (Côtes-du-Nord, aujourd'hui Côtes-d'Armor), est un chef d'entreprise, dirigeant de football et homme politique français.
Après diverses expériences professionnelles, il fonde le groupe agroalimentaire qui porte son nom, à Guingamp, ville dont il devient maire socialiste de 1995 à 2008. Le Graët entre dans le milieu du football en étant président du club de football En avant Guingamp, de 1972 à 1991, puis de 2002 à 2011, club qui sous sa présidence passe d'un niveau régional à un niveau européen. Il est président de la Ligue nationale française de football (aujourd'hui Ligue de football professionnel) entre 1991 et 2000 puis président de la Fédération française de football (FFF) de 2011 à 2023 et représentant de l’Union des associations européennes de football (UEFA) au sein du conseil de la Fédération internationale de football association (FIFA) depuis 2019.

## Biographie

### Jeunesse et début de carrière professionnelle
Noël Le Graët nait à Bourbriac, village rural situé à une dizaine de kilomètres au sud de Guingamp. Son père est chauffeur routier et sa mère est ouvrière dans le machinisme agricole. Sa famille parle breton dans la ferme familiale et il ne parle que cette langue jusqu'à l'âge de 5 ans.
Après son baccalauréat, il est brièvement instituteur à Saint-Pierre-sur-Dives, dans le Calvados puis devient en 1961, à 20 ans, fonctionnaire des impôts en région parisienne avant d'être en 1965 VRP multicartes,, puis concessionnaire en électroménager.

### Création d'un groupe agroalimentaire
En 1984, il crée sa société dans l'agroalimentaire à Guingamp. Il la préside jusqu'en 2015, avant d'en confier la direction à ses trois filles. La société Le Graët est inscrite dans l'annuaire de l'industrie des fruits de mer comme exportateur et processeur des poissons. Le groupe a acquis les Pêcheries d'Armorique d'Erquy en 2002 puis, en avril 2003, l'ancienne usine d'aliments pour animaux Friskies située à Guingamp. Celtigel, spécialisée dans les produits surgelés, va s’agrandir à Plélo, et créer une trentaine d’emplois d’ici à 2007 puis une cinquantaine à l'horizon 2008. En 2010, alors que Noël Le Graët en était encore président, le groupe agroalimentaire employait 700 employés et faisait 163 millions d'euros de chiffre d'affaires. En 2017, le groupe annonce employer 800 salariés et réaliser un chiffre d'affaires de 200 millions d'euros. La famille Le Graët en est toujours l'actionnaire majoritaire.

### Compagnie aérienne: Air Armorique
A l'instar de nombreux dirigeants d'entreprises notamment comme Gérard Bourgoin (patron du groupe de poulet Duc, patron de la compagnie Chaillotine Air Service, Vice-Président de 1978 à 2000 de l'AJ Auxerre et Président du club de 2011 à 2013, Président de la Ligue de football professionnel de 2000 à 2002), Noël Le Graët a créé en avril 1992 et dirigé sa propre compagnie d'avion-taxi nommé Air Armorique, basée sur l'aéroport de Saint-Brieuc permettant également les déplacements professionnels au sein du groupe Le Graët. Le siège social de la compagnie est établi dans les locaux de l'entreprise Celtigel à Plélo. 

### Maire de Guingamp
Durant deux mandats, il est maire de Guingamp de 1995 à 2008, sous l'étiquette du Parti socialiste.

### En avant Guingamp
Il est président du club breton d'En avant Guingamp de juin 1972 à septembre 1991, puis de 2002 à 2011. Sous sa direction, le club passe du niveau régional au niveau européen avec pour point d'orgue la victoire en finale de la Coupe de France de football 2008-2009 ainsi que les participations aux Coupes d'Europe : Coupe UEFA 1996-1997 et en Ligue Europa 2009-2010. Le club était possédé par une cinquantaine de patrons de la région, Noël Le Graët ne détenant que 2 % des actions.
Il siège également au conseil d'administration du Paris FC. Son élection en juin 2011 à la tête de la Fédération française de football lui fait quitter toutes ses responsabilités de la direction du club costarmoricain.

### Ligue nationale de football
Il est président de la ligue nationale française de football (LNF/LFP) entre 1991 et 2000 (élu le 19 octobre 1991 par 66 voix, la totalité des suffrages exprimés). Il avait été élu au conseil d'administration de la LNF en 1984. Sous sa présidence, la Ligue porte plainte contre X dans l'affaire VA-OM. Durant ces années, il est également à l'origine de la Direction nationale du contrôle de gestion (DNCG) chargé de contrôler la santé financière des clubs français.

### Fédération française de football
De 2005 à juin 2011, il est vice-président de la Fédération française de football, chargé plus spécifiquement des dossiers économiques de la plus grande fédération sportive de France.
Membre du conseil fédéral, il vote en octobre 2008 pour la reconduction de Raymond Domenech à la tête de l'équipe de France de football malgré les polémiques autour de l'Euro de 2008 et l’impopularité de ce dernier.
Le 18 juin 2011, Noël Le Graët est élu président de la Fédération française de football avec 54,39 % des voix devant le président sortant Fernand Duchaussoy (45,4 %) et Éric Thomas (0,19 %),.
Il est réélu président le 15 décembre 2012 avec 83,07 % des voix pour un mandat de quatre ans et à nouveau le 18 mars 2017, pour un troisième mandat, face à Jacques Rousselot, avec 57,4 % des voix.
Le 13 mars 2021, à l'âge de presque quatre-vingts ans, il est réélu pour un mandat supplémentaire de quatre ans, recueillant 73,02 % des suffrages face à Frédéric Thiriez, ancien président de la Ligue de football professionnel (25,11 %) et Michel Moulin (1,87 %),.
Le 11 janvier 2023, à la suite de multiples polémiques à la tête de la FFF, il est mis en retrait de son poste par le comité exécutif de la fédération.
Le 28 février 2023, à la suite d'une nouvelle réunion de la FFF, il annonce officiellement sa démission.

### UEFA et FIFA
Lors du congrès de la FIFA de 2015, Le Graët vote pour le candidat Sepp Blatter, président depuis 1998, affirmant qu'il « ne connaî[t] pas l'autre candidat », et s'entend bien avec les cadres d'alors de la FIFA depuis que l'organisation a accordé la Coupe du monde féminine de football 2019 à la France[réf. nécessaire]. Diverses personnalités du monde sportif demandent à nouveau la démission du président de la FIFA, Blatter ayant été cité dans plusieurs affaires de corruption.
En janvier 2016, il annonce qu'il soutient la candidature de Gianni Infantino à la présidence de la FIFA.
Le 29 mai 2019, il est nommé représentant de l'UEFA au sein du conseil de la FIFA.

## Affaires judiciaires

### Accusations de harcèlements
Le 8 septembre 2022, le magazine So Foot publie une enquête basée sur des témoignages d'employées de la Fédération française de football assurant avoir reçu des messages à caractère sexuel de Noël Le Graët,. Il est reçu avec Florence Hardouin par la ministre des Sports, Amélie Oudéa-Castéra, le 16 septembre 2022,. À la suite de ces révélations, Radio France interroge de nombreuses femmes et hommes ayant récemment travaillé à la Fédération française de football et publie, le 12 octobre 2022, un article citant des témoignages anonymes dénonçant notamment un « climat toxique », des « comportements inappropriés » et du harcèlement de la part de Noël Le Graët et un manque de considération de la part de Florence Hardouin. Les deux principaux intéressés démentent ces accusations,.
Quelques jours après ses propos polémiques sur Zinédine Zidane, l’agente de joueurs Sonia Souid témoigne auprès de L’Equipe et BFM-TV de son comportement déplacé entre 2013 à 2017. Le 17 janvier 2023, une enquête est ouverte par le parquet de Paris pour « harcèlement moral » et « harcèlement sexuel ». Elle est classée sans suite en octobre 2024.
En avril 2023, Florence Hardouin a déposé une plainte pour harcèlement moral et sexuel contre Noël Le Graët. En janvier 2024, Florence Hardouin retire sa plainte.

## Polémiques

### Agents de joueurs
Le 12 septembre 2013, le Syndicat national des agents sportifs (SNAS) demande la démission de Noël Le Graët à la suite de l'émission Cash Investigation diffusée sur France 2. La raison principale est, selon le syndicat, l'incroyable légèreté avec laquelle Le Graët a répondu aux questions d'Élise Lucet, cautionnant notamment la présence d'agents sportifs affiliés à la FFF et condamnés judiciairement en répondant que malgré leurs condamnations, ces agents sont « des types bien ».

### Gestion financière de la Fédération française de football
En 2018, un rapport de la Cour des comptes pointe quelques dépenses qu’elle juge hors norme de la Fédération, dirigée par Le Graët, dont notamment : l’augmentation des dépenses pour des trajets en avions affrétés pour la FFF, une dépense d’un million d’euros pour inviter 130 personnes au quart de finale de la Coupe du monde au Brésil, des indemnités de rupture conventionnelle supérieures aux pratiques courantes en la matière.

### Candidature française aux Jeux olympiques d'été de 2024
Il affirme son non-soutien à la candidature française pour les Jeux olympiques d'été de 2024 : « Les JO, j'en ai rien à foutre ».

### Homophobie dans les stades
En 2019, Noël Le Graët affirme qu'il ne veut plus que les matchs de foot s'arrêtent pour cause de chants homophobes. Sur l'antenne de France Info, il se justifie en expliquant que le racisme dans les stades et l'homophobie en tribunes, « ce n'est pas la même chose ». Ses déclarations déclenchent une forte polémique et une réponse de la ministre des Sports Roxana Maracineanu : « La position qu'a prise Noël Le Graët en faisant une différenciation entre homophobie et racisme est erronée ».

### Racisme dans le football
En septembre 2020, Noël Le Graët prend la parole au sujet des accusations de racisme lancées par Neymar à l'encontre du joueur marseillais Álvaro et il affirme que « le phénomène raciste dans le sport, et dans le football en particulier, n'existe pas ou peu. » Les propos de Noël Le Graët suscitent l'indignation de la part de plusieurs joueurs tels qu'Olivier Dacourt, Olivier Rouyer et Jessica Houara. Dominique Sopo, le président de SOS Racisme, dénonce également ces propos.
Selon Karim Djaziri, ex-agent de Karim Benzema, alors qu'il souhaitait l'organisation d'une rencontre entre Didier Deschamps et Karim Benzema en 2017, Noël Le Graët (à qui Karim Djaziri reproche d'avoir influencé la non-sélection de son poulain en équipe de France) aurait déclaré : « Moi, je ne suis pas un arabe comme vous,,. » Il n'y a aucun témoin de cet échange supposé,,.
En juillet 2021, Le Graët défend Antoine Griezmann et Ousmane Dembélé à la suite d'une polémique provoquée par leurs propos et gestes jugés racistes envers des techniciens japonais dans des vidéos datant de 2019,,.
En juin 2022, alors que Le Graët explique dans un entretien au JDD que Kylian Mbappé avait eu envie d'arrêter l'équipe de France après la défaite à l'Euro 2020, le joueur lui répond dans un tweet en expliquant que le problème venait du manque de soutien de la FFF face aux attaques racistes et non de l'échec sur le penalty.

« Oui enfin je lui ai surtout bien expliqué que c’était par rapport au racisme et NON au penalty.
Mais lui considérait qu’il n’y avait pas eu de racisme... »[source insuffisante]

— réponse de Kylian Mbappé à Noël Le Graët, Tweet du 19 juin 2022

### Conditions de travail des salariés au Qatar
Noël Le Graët est interrogé dans le cadre de l'émission Complément d'enquête, diffusé sur France 2, sur des images tournées en caméra cachée montrant les conditions de travail et de vie des salariés du futur hôtel de l'équipe de France au Qatar. Les images attestent de chambres surpeuplées, de sanitaires insalubres et des droits sociaux bafoués. Certains travailleurs racontent travailler sans quasiment aucun jour de repos ni paiement des heures supplémentaires et ont vu leur passeport confisqué par leur employeur.
Le président de la Fédération française de football minimise les conditions de vie difficiles des employés de l'hôtel des Bleus.

« C'est pas insoluble ça. C'est des coups de peinture. »

— interview de Noël Le Graët dans l'émission Complément d'enquête
Le documentaire a conduit la Fédération française de football à annoncer une mission de vérification sur place, à Doha durant trois jours, du 18 au 20 octobre 2022. Après avoir pu visiter le futur camp de base des Bleus, mais également après avoir échangé avec les dirigeants des entreprises concernées, ainsi que des représentants de la FIFA, la délégation précise que tout est en règle.

### Polémique sur Zinédine Zidane et mise en retrait de la FFF
Le 8 janvier 2023, alors qu'il est interrogé par RMC sur une éventuelle nomination de Zinédine Zidane comme sélectionneur de l'équipe nationale du Brésil, Noël le Graët provoque un tollé médiatique en déclarant :

« Il fait ce qu’il veut, cela ne me regarde pas. Je ne l’ai jamais rencontré et on n’a jamais envisagé de se séparer de Didier Deschamps. J’en ai rien à secouer, il peut aller où il veut, dans un club, il en aurait autant qu’il veut en Europe, un grand club. Une sélection, j’y crois à peine en ce qui me concerne. »

— Noël le Graët
Questionné sur la possibilité de nommer Zidane à la tête de l'équipe de France en cas de non-renouvellement du contrat de Didier Deschamps, il déclare également :

« Je ne l’aurais même pas pris au téléphone. Pour lui dire quoi ? Bonjour monsieur, ne vous inquiétez pas, cherchez un autre club, je viens de me mettre d’accord avec Didier ? »

Ses propos provoquent une vive réaction à travers le monde du football, notamment en France, où le président de la FFF se retrouve sous le feu des critiques. « Zidane c’est la France, on manque pas de respect à la légende comme ça… » s'indigne notamment Kylian Mbappé.
Le 9 janvier, Noël le Graët présente ses excuses à Zidane, reconnaissant des « propos maladroits ». Le même jour, Amélie Oudéa-Castera, ministre des Sports, se dit excédée des diverses polémiques autour de Le Graët, faisant référence au racisme et sexisme ambiant au sein de la fédération et elle presse le comité exécutif à agir, sans appeler explicitement à sa démission. Un comité exécutif extraordinaire de la FFF se réunit alors le 11 janvier afin de tenter de trouver des solutions à la crise. Il est « mis en retrait jusqu’à la publication de l’audit » fin janvier, son vice-président Philippe Diallo assure dès lors l'intérim.

### Nomination à la tête du bureau parisien de la Fifa
À la suite de sa démission de la FFF le 28 février 2023, il est nommé à la tête du bureau parisien de la fédération internationale par son président, Gianni Infantino. Ce bureau doit aider au développement du football. Le même jour, son avocat annonce qu’il va demander à la justice l’annulation du rapport de l’Inspection générale de l’éducation, du sport et de la recherche (IGESR) et porter plainte pour diffamation contre la ministre des sports, Amélie Oudéa-Castéra. Le lendemain, celle-ci réfute ses accusations, en complétant par « cette stratégie de défense ne dupe pas grand monde ».

## Distinctions
- Chevalier le 1er septembre 1998.
  -  Officier de la Légion d'honneur le 31 décembre 2018[61].
- « Breton de l'année » 2009 par le mensuel Armor Magazine[62].